# 奧克格羅夫高地 (阿肯色州)
奧克格羅夫高地（英語：Oak Grove Heights）是一個位於美國阿肯色州格林縣的市鎮。

## 地理
奧克格羅夫高地的座標為36°07′39″N 90°30′55″W / 36.12750°N 90.51528°W，而該地的平均海拔高度為102米（即335英尺）。

## 人口
根據2020年美國人口普查的數據，奧克格羅夫高地的面積為7.77平方千米，當中陸地面積為7.75平方千米，而水域面積為0.02平方千米。當地共有人口1104人，而人口密度為每平方千米142人。